# Filotes (militar 319 aC)
Filotes (en llatí Philotas, en grec antic Φιλώτας) fou un militar macedoni al servei d'Antígon el Borni a partir del 319 aC.
Per ordre d'Antígon, va fer promeses i suborns als argiràspides que servien a Èumenes de Càrdia, i especialment als seus caps Antígenes i Tèutam, però no va aconseguir els seus serveis, encara que Tèutam per un moment es va deixar temptar. El seu company li va recordar el deure dels argiràspides i van continuar fidels, segons Diodor de Sicília.